# Annie Winquist
Annie Winquist (2 giugno 1993) è un'ex sciatrice alpina norvegese.

## Biografia
Annie Winquist ha esordito in una gara valida ai fini del punteggio FIS il 22 novembre 2008 a Geilo, disputando uno slalom speciale ma non riuscendo a qualificarsi per la seconda manche. Il 29 novembre 2009 ha debuttato in Coppa Europa a Funäsdalen in slalom speciale, non riuscendo a concludere la seconda manche. Convocata per i Mondiali juniores di Roccaraso 2012, ha conquistato la medaglia d'oro nel supergigante e quella d'argento nella combinata.
Ha disputato una sola gara in Coppa del Mondo, il supergigante del 15 marzo 2012 durante le finali di Schladming, arrivando 24ª.  Si è ritirata nel corso della stagione 2014-2015 e la sua ultima gara è stata uno slalom speciale FIS disputato a Sunne il 22 febbraio, non completato dalla Winquist; in carriera non ha preso parte né a rassegne olimpiche né iridate.

## Palmarès

### Mondiali juniores
- 2 medaglie:
  - 1 oro (supergigante a Roccaraso 2012)
  - 1 argento (combinata a Roccaraso 2012)

### Coppa del Mondo
- Miglior piazzamento in classifica generale: 117ª nel 2012

### Coppa Europa
- Miglior piazzamento in classifica generale: 65ª nel 2013

### Australia New Zealand Cup
- Miglior piazzamento in classifica generale: 19ª nel 2012
- 1 podio:
  - 1 secondo posto

### Campionati norvegesi
- 7 medaglie[1]:
  - 6 argenti (slalom speciale nel 2010; slalom speciale nel 2011; discesa libera, supercombinata nel 2012; slalom speciale, supercombinata nel 2013)
  - 1 bronzo (discesa libera nel 2013)

### Campionati norvegesi juniores
- 5 ori (supergigante nel 2009; slalom speciale nel 2010; discesa libera, supergigante, supercombinata nel 2012)[senza fonte]